# Lapte
Lapte är en kommun i departementet Haute-Loire i regionen Auvergne-Rhône-Alpes i centrala Frankrike. Kommunen ligger i kantonen Yssingeaux som tillhör arrondissementet Yssingeaux. År 2022 hade Lapte 1 774 invånare.

## Befolkningsutveckling
Antalet invånare i kommunen Lapte
| Referens: INSEE |